# Horná Seč
Horná Seč (hongrois : Felsőszecse) est un village de Slovaquie situé dans la région de Nitra.

## Histoire
Première mention écrite du village en 1355.

## Démographie

### Évolution de la population
| Année:               | 1994. | 2004.   | 2014.   | 2024.   |
| -------------------- | ----- | ------- | ------- | ------- |
| Nombre de personnes: | 477   | 494     | 537     | 585     |
| Différence:          |       | +3,56 % | +8,70 % | +8,93 % |

| Année:               | 2023. | 2024.   |
| -------------------- | ----- | ------- |
| Nombre de personnes: | 583   | 585     |
| Différence:          |       | +0,34 % |